# Frijoles refritos
I frijoles refritos ("fagioli ricotti" in lingua spagnola) sono un contorno messicano, considerato uno degli alimenti di base del paese.

## Preparazione
Dopo aver cotto i fagioli nell'acqua di ammollo e aver tenuto da parte l'acqua di cottura, far rosolare a parte il prosciutto nello strutto e aggiungere cipolle, peperoni e aglio. Aggiungervi i fagioli, il chili, le spezie aggiungendo ogni tanto dell'acqua di cottura dei fagioli per rendere più cremoso il piatto. Servire i frijoles refritos a temperatura molto alta.